# سرجیو زارات
سرجیو زارات (انگلیسی: Sergio Zárate؛ زادهٔ ۱۴ اکتبر ۱۹۶۹) بازیکن فوتبال اهل آرژانتین است.
از باشگاه‌هایی که در آن بازی کرده‌است می‌توان به باشگاه فوتبال هامبورگ، باشگاه فوتبال ولز سارسفیلد، باشگاه فوتبال نورنبرگ، باشگاه فوتبال آنکونا، و باشگاه فوتبال آمریکا اشاره کرد.
وی همچنین در تیم ملی فوتبال آرژانتین بازی کرده‌است.